# Le Grès
Le Grès is een gemeente in het Franse departement Haute-Garonne (regio Occitanie) en telt 223 inwoners (1999). De plaats maakt deel uit van het arrondissement Toulouse.

## Geografie
De oppervlakte van Le Grès bedraagt 8,2 km², de bevolkingsdichtheid is 27,2 inwoners per km².
De onderstaande kaart toont de ligging van Le Grès met de belangrijkste infrastructuur en aangrenzende gemeenten.

## Demografie
Onderstaande figuur toont het verloop van het inwonertal (bron: INSEE-tellingen).